# Каландадзе, Николай Николаевич
Николай Николаевич Каландадзе (26 августа 1939, Москва — 24 июня 2015, Москва) — советский и российский палеонтолог, исследователь исторической зоогеографии. Заведующий Палеонтологическим музеем им. Ю. А. Орлова (в 1980-е года). Лауреат премии Ханса Раусинга (1997).

## Биография и научная деятельность

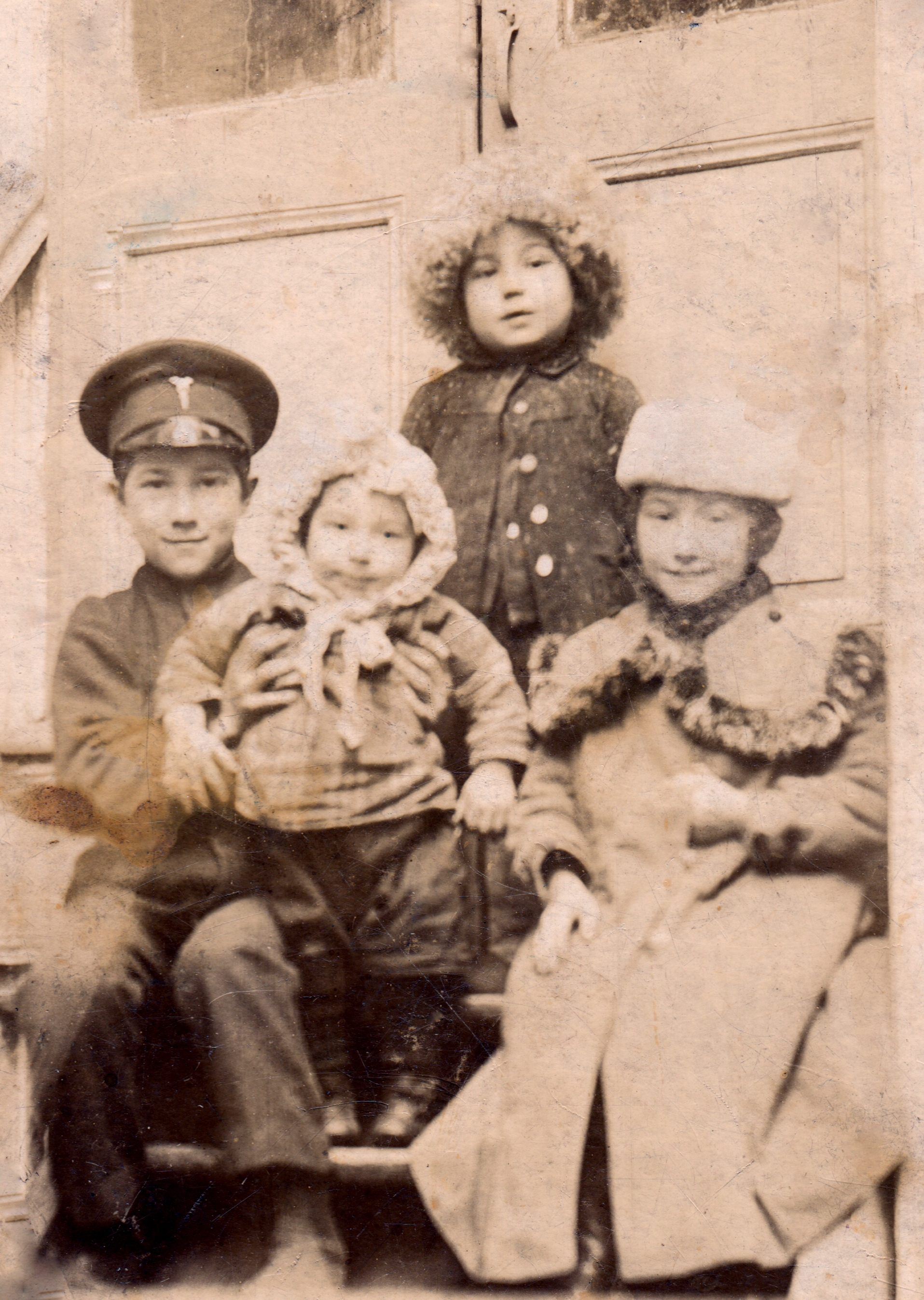
Отец и родственники Н. Н. Каландадзе, 1908 г.

Родился 26 августа 1939 года в Москве, в семье горного инженера Н. И. Хомизури (1907—1991), лауреата Сталинской премии (1951). Его двоюродный брат — историк геологии и гражданской истории Г. П. Хомизури.
В 1964 году окончил биолого-почвенный факультет МГУ.
В 1964—2015 годах работал в Палеонтологическом институте, в начале 1980-х годов — заведующий Палеонтологическим музеем им. Ю. А. Орлова; старший научный сотрудник лаборатории палеогерпетологии ПИН РАН. В середине 1970-х годов работал также в Государственном Дарвиновском музее.
В 1975 году защитил кандидатскую диссертацию по теме «Триасовые каннемейероиды Южного Приуралья», посвященную морфологии и систематике ископаемых пресмыкающих — представителей инфраотряда дицинодонтов.
В 1970-е — 1990-е года совместно со своим постоянным соавтором А. С. Раутианом опубликовал серию работ, которые заложили основы нового раздела зоогеографической науки — исторической зоогеографии. Материалы, полученные в ходе анализа распространения фаун наземных тетрапод, позволили судить о времени сухопутных контактов, возникавших между континентами в различные геологические эпохи (начиная с ранней перми), на основе зоогеографических данных, независимых от геотектонических. Продолжая исследования сотрудников лаборатории палеоэнтомологии ПИН АН СССР, и, прежде всего, В. В. Жерихина, Н. Н. Каландадзе и А. С. Раутиан предложили модель ценотической регуляции исторического развития (филогенеза), помогающую понять природу крупных экологических кризисов в сообществах наземных позвоночных, исключающих ведущее значение катастрофических факторов в их смене.
Считал себя учеником советского зоолога, профессора Бориса Степановича Матвеева.
Многие годы вел занятия по палеозоологии позвоночных у студентов кафедры палеонтологии геологического факультета МГУ и кафедры зоологии позвоночных биологического факультетов МГУ им. М. В. Ломоносова.